# نیکون نیکور ای‌اف-اس ۲۴–۱۲۰میلی‌متر اف/۴جی ئی‌دی وی‌آر
نیکون نیکور ای‌اف-اس ۲۴-۱۲۰میلی‌متر اف/۴جی ئی‌دی وی‌آر (به انگلیسی: Nikon NIKKOR AF-S 24-120mm f/4G ED VR) نام لنز دوربین عکاسی از نوع زوم است که توسط شرکت نیکون تولید می‌شود. فاصلهٔ کانونی این لنز ۲۴ تا ۱۲۰ میلی‌متر، دیافراگم آن دارای ۹ تیغه و ضریب اف آن اف ۴ تا اف ۲۲ است. این لنز در ۲ ژوئیه ۱۹۰۵ میلادی تولید و عرضه شده‌است.